# 安倍行任
安倍 行任（あべ の ゆきとう）は、平安時代中期の武将。安倍頼時の子。安倍二戸九朗行任とも。奥州藤原氏初代藤原清衡は甥にあたる。

## 登場作品
テレビドラマ
- 『炎立つ』（1993年-1994年、NHK大河ドラマ、演：藤原恭次）